# Casa Joaquim Pla Cargol
La Casa Joaquim Pla Cargol és una obra de Girona inclosa a l'Inventari del Patrimoni Arquitectònic de Catalunya.

## Descripció
És un edifici de planta i quatre pisos, situat en el xamfrà dels carrers del Bisbe Lorenzana i Juli Garreta. A la composició equilibrada de la façana predomina la verticalitat per mitjà de les obertures allargassades i accentuada per les dues pilastres estriades rematades per florons. El conjunt està coronat per un petit frontó. El projecte i els plànols daten del 25 de maig de 1927.